# Polynema needhami
Polynema needhami is een vliesvleugelig insect uit de familie Mymaridae. De wetenschappelijke naam is voor het eerst geldig gepubliceerd in 1900 door Ashmead.